# Monte Perobolço
Monte Perobolço is een plaats (freguesia) in de Portugese gemeente Almeida en telt 79 inwoners (2001).